# Internationales Trickfilm-Festival Stuttgart

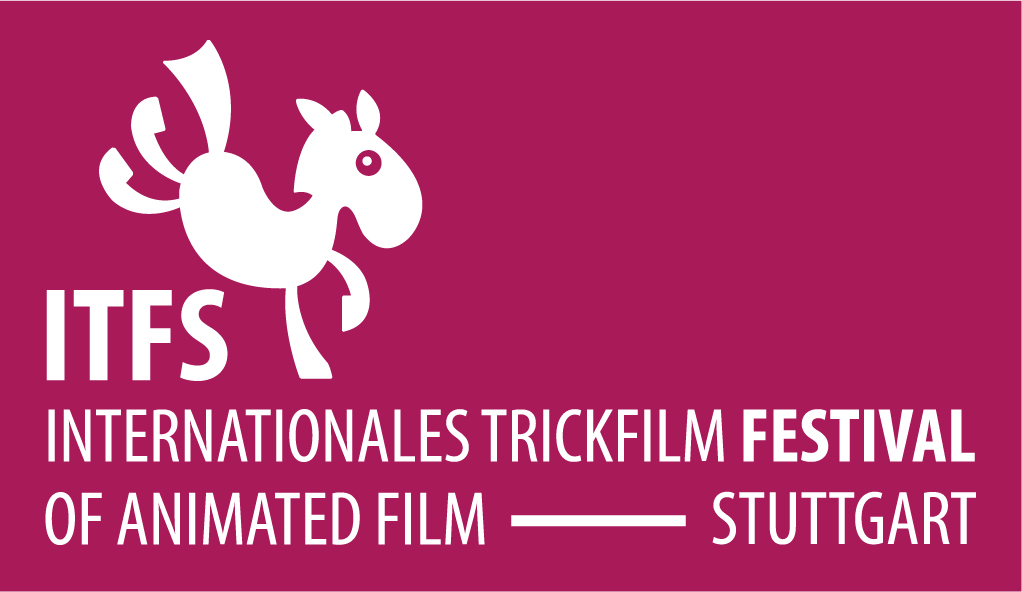

Das Internationale Trickfilm-Festival Stuttgart – Stuttgart International Festival of Animated Film (ITFS) ist ein seit 1982 stattfindendes Festival für Animationsfilme. Es ist die größte Veranstaltung dieser Art in Deutschland und eine der größten weltweit. Das ITFS wird von der Stuttgarter Film- und Medienfestival gGmbH organisiert, die Geschäftsführerinnen sind Heike Mozer und Annegret Richter. Frühere Geschäftsführer waren Albrecht Ade, Ulrich Wegenast, Dieter Krauß, Dittmar Lumpp und Uwe Schmitz-Gielsdorf. Das Festival startete im Zweijahresrhythmus, 2005 wurde aufgrund höherer Förderungsmittel beschlossen, das Festival jährlich zu organisieren.

## Über das Festival
Die Spanne reicht von klassischen Cartoons über künstlerische Trickfilme bis hin zu abendfüllenden 3D-Computeranimations-Spielfilmen sowie Echtzeit- und Flashanimationen. Im Zentrum des Festivals stehen vier Kurzfilm- sowie ein Langfilm-Wettbewerb, darunter auch eine Kategorie für Studierende. Somit stammen viele der vorgeführten Filme von Film- und Kunsthochschulen. Darüber hinaus erwartet das Festivalpublikum ein kostenloses Open Air, experimentelle GameZone, vielseitiges Programm für Kinder und Familien sowie verschiedene Programmpunkte für Fachbesucherinnen.

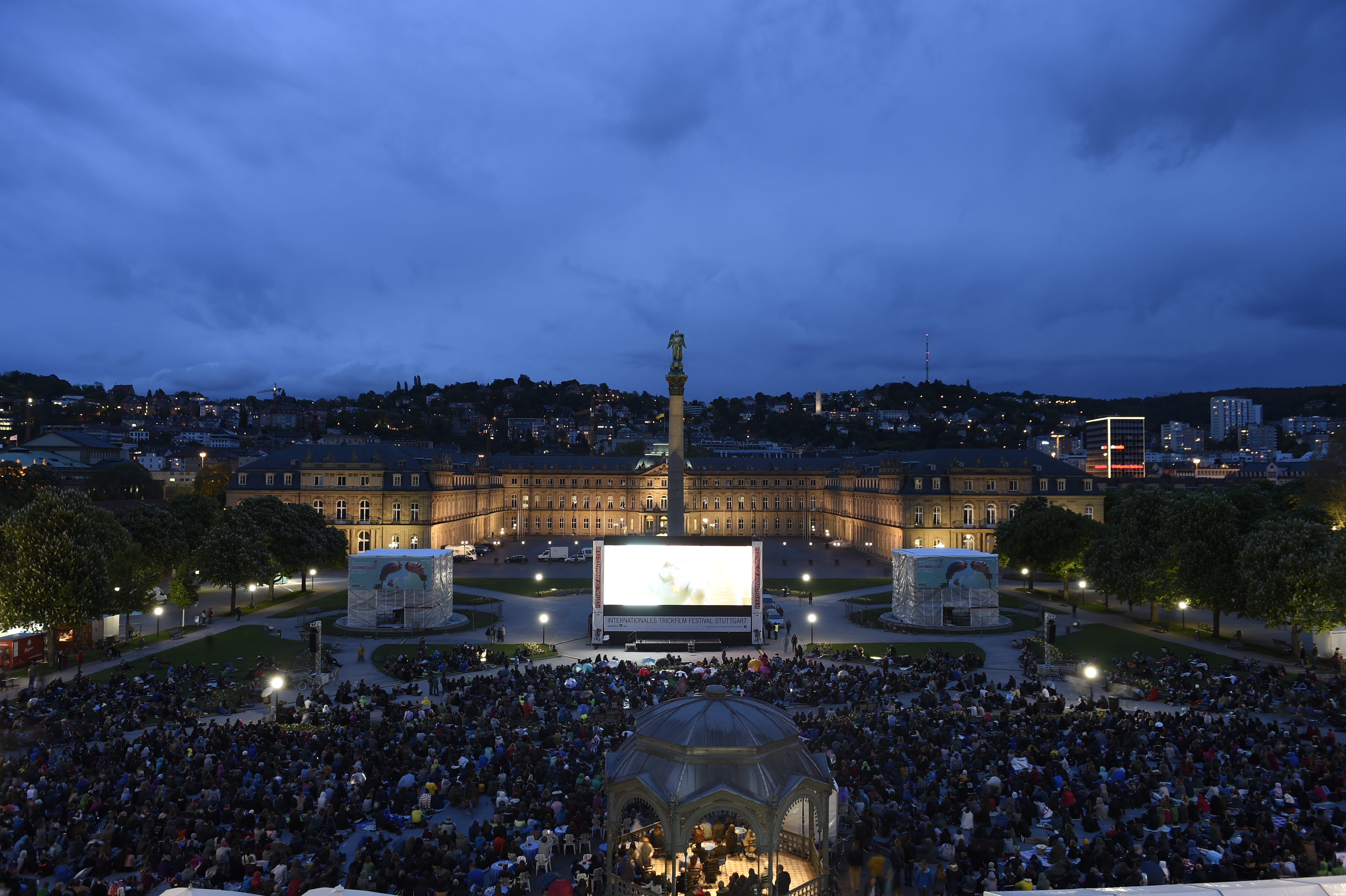
Das große Open-Air-Kino auf dem Stuttgarter Schlossplatz.

Seit dem Jahr 2006 werden die Stuttgarter Innenstadtkinos als Vorführungsstätten genutzt. Parallel findet auf dem Stuttgarter Schlossplatz von ein kostenloses Open-Air-Kino mit Kurz- und Langfilmen statt. Jährlich kommen mehrere tausend Zuschauende nach Stuttgart, um rund 400 Filme in den Festivalkinos und 100 unter freiem Himmel zu sehen. Die GameZone hat die Schnittstellen zwischen Animation und Computerspielen zum Thema. Das ITFS ist außerdem ein Oscar-qualifizierendes Festival: Wer in Stuttgart den Grand Prix gewinnt, landet automatisch auf der Longlist für die Oscars.
2020 musste das ITFS aufgrund der Corona-Pandemie zum ersten Mal abgesagt werden. Das Festival fand dafür im gleichen Festivalzeitraum online als OnlineFestival.ITFS.de statt. Über 200 Wettbewerbsfilme des aktuellen Jahrgangs konnten nach Registrierung on demand angesehen werden. Im kostenlosen Live-Stream fanden vom 5. bis 10. Mai 2020 durchgehend Talks, Masterclasses, Filmvorführungen sowie die Eröffnung und Preisverleihung statt. Auch 2021 fand das Festival mit Live-Programm vom 4. bis 9. Mai sowie mit der länger zugänglichen Mediathek ausschließlich online statt.
Im Jahr 2023 fand das Festival erstmals wieder ausschließlich vor Ort in Stuttgart statt. Zum 30. Jubiläum warf das Festival in verschiedenen Best-of Programmen einen Blick zurück auf die Anfänge des Festivals. In einem Tribute würdigte das Festival den Filmemacher Gil Alkabetz. Der Disney-Zeichner Andreas Deja blickte in einer Masterclass auf seine Arbeiten an verschiedenen Animationsfiguren wie „Scar“ aus Der König der Löwen oder „Jaffar“ (Aladdin) und stellte seinen neuen Film „Mushka“ vor. Der Länderfokus präsentierte die südafrikanische Animationsszene mit Studios wie The Animation School und dem Cape Town International Film Festival.

## Stuttgart Animated Week
Parallel zum Festival finden zwei weitere wichtige Branchenevents statt: Die Animation Production Days (APDs) sind der wichtigste Koproduktions- und Finanzierungsmarkt für Animation in Deutschland. Die APDs werden von der FMF in Kooperation mit der Fachkonferenz FMX - Film and Media Exchange organisiert, Europas größter Fachveranstaltung für Animation, Effekte, Games und Transmedia. Die Kombination aus Filmfestival, Konferenz und Markt hat die drei Veranstaltungen zu einer einzigartigen Plattform für Finanzierung, Entwicklung und Präsentation von Animationsprojekten gemacht und zieht jedes Jahr bis zu 6.000 Branchenprofis nach Stuttgart.

## Wettbewerbe & Preise

### Internationaler Wettbewerb
Hier werden künstlerisch herausragende Animationskurzfilme gezeigt.
- Grand Prix
- Lotte Reiniger Förderpreis für Animationsfilm

### Student Competition
Studierende internationaler Film- und Kunsthochschulen präsentieren ihre Arbeiten.
- Preis für den besten Studierendenfilm

### Tricks for Kids
Wettbewerb für anspruchsvolle Trickfilme und Serien für Kinder. Begleitet von Live-Programmen und Mitmach-Aktionen.
- Preis für den besten animierten Kurzfilm für Kinder

### AniMovie
Unterhaltsame und unkonventionelle internationale Filme über 60 Minuten Länge.

### Trickstar Nature Award
Der Preis für den besten Animationskurzfilm zu den Themen Natur und Umwelt.

### Sonstige Preise
- Trickstar Business Award: Preis für das beste innovativeGeschäftsmodell im Animationsbereich.
- Deutscher Animationsdrehbuchpreis:
  - Der Preis für das beste deutsche Drehbuch für einen Animationslangfilm
  - Der Preis für das deutsche Drehbuch mit dem größten internationalen Marktpotenzial
- Animated Games Award Germany: Preis für das beste deutsche animierte Computerspiel.

## Gewinner

### Internationaler Wettbewerb

#### Grand Prix
- 2007 La memoria dei cani von Simone Massi, Italien
- 2008 Franz Kafka Inaka Isha von Kōji Yamamura, Japan
- 2009 Muto von Blu, Italien
- 2010 A family portrait von Joseph Pierce, Vereinigtes Königreich
- 2011 The External Worl von David O’Reilly, Deutschland
- 2012 Posledny Autobus (The last bus) von Martin Snopek und Ivana Lauĉiková, Slowakei
- 2013 Oh Willy … von Emma de Swaef und Marc James Roels, Belgien, Frankreich, Niederlande
- 2014: Through the Hawthorn… von Anna Benner, Pia Borg, Gemma Burditt, Vereinigtes Königreich
- 2015: Le sens du toucher von Jean-Charles Mbotti Malolo, Frankreich
- 2016: Kaputt von Alexander Lahl und Volker Schlecht, Deutschland
- 2017: Figury niemozliwe i inne historie II (Impossible Figures and Other Stories II) von Marta Pajek, Polen
- 2018: Neko No Hi (Cat Days) von Jon Frickey, Deutschland/Japan
- 2019: Bloeistraat 11 von Nienke Deutz, Belgien/Niederlande
- 2020: Acid Rain von Tomek Popakul, Polen
- 2021: Precieux von Paul Mas, Frankreich
- 2022: Bestia von Hugo Covarrubias, Chile
- 2023: Koerkorter von Priit Tender, Estland
- 2024: 27 von Flóra Anna Buda, Frankreich, Ungarn

#### Lotte Reiniger Förderpreis für Animationsfilm
- 2010: Sam’s Hot Dogs von David López Retamero, Vereinigtes Königreich
- 2011: The Boy Who Wanted to Be a Lion von Alois di Leo, Vereinigtes Königreich
- 2012: Heldenkanzler von Benjamin Swiczinsky, Deutschland
- 2013: Kara no tamago (A Wind Egg) von Ryo Okawara, Japan
- 2014: Home von Luiz Stockler, Vereinigtes Königreich
- 2015: The Bigger Picture von Daisy Jacobs, Vereinigtes Königreich
- 2016: Afternoon Class von Seoro Oh, Süd-Korea
- 2017: Untamed von Juliette Viger, Dänemark
- 2018: Enough von Anna Mantzaris, Großbritannien
- 2019: Animals von Tue Sanggard, Dänemark
- 2020: Kujiranoyu („Bath House of Whales“) von Mizuki Kiyama, Japan
- 2021: Have a Nice Dog! von Jalal Maghout, Deutschland, Syrien
- 2022: L’Immoral / The Immoral von Ekin Koca, Frankreich
- 2023: Zoon von Jonatan Schwenk, Deutschland
- 2024: Dodo von Yi Luo, Deutschland

#### Audience Award
| Jahr | 1. Preis                                                                      | 2. Preis                                        | 3. Preis                         |
| ---- | ----------------------------------------------------------------------------- | ----------------------------------------------- | -------------------------------- |
| 1996 | Quest von Tyron Montgomery und Thomas Stellmach                               | Killing Heinz von Stefan Eling                  |                                  |
| 1998 | Death and the Mother von Ruth Lingford                                        | The Devil Went Down to Georgia von Mike Johnson | Wheel of Life von Vera Neubauer  |
| 2000 | Tony’s Playstation von Stefan Eling                                           |                                                 |                                  |
| 2002 | Father and Daughter von Michael Dudok de Wit                                  | Kövek (Stones) von Ferenc Cakó                  | Hessi James von Johannes Weiland |
| 2004 | In-Saeng (The Life) von JunKi Kim                                             | Instinkt von Rao Heidmets                       | Post Card von Anna Matysik       |
| 2006 | Ego Sum Alpha et Omega von Jan-Peter Meier                                    | Kutoja – The Last Knit von Laura Neuvonen       | Heartstopper von David Lea       |
| 2007 | Migration Assistée von Pauline Pinson                                         |                                                 |                                  |
| 2008 | Isabelle au bois dormant von Claude Cloutier                                  |                                                 |                                  |
| 2009 | Skhizein von Jérémy Clapin                                                    |                                                 |                                  |
| 2010 | Sinna Mann („Angry Man“) von Anita Killi                                      |                                                 |                                  |
| 2011 | The Lost Thing von Andrew Ruhemann und Shaun Tan                              |                                                 |                                  |
| 2012 | Atlas von Aike Arndt                                                          |                                                 |                                  |
| 2013 | Junkyard von Hisko Hulsing                                                    |                                                 |                                  |
| 2014 | Mr Hublot von Alexandre Espigares und Laurent Witz                            |                                                 |                                  |
| 2015 | One of a Kind von Rok Predin                                                  |                                                 |                                  |
| 2016 | Paniek! von Joost Lieuwma, Daan Velsink                                       |                                                 |                                  |
| 2017 | Our Wonderful Nature – The Common Chameleon von Tomer Eshed                   |                                                 |                                  |
| 2018 | Negative Space von Ru Kuwahata, Max Porter                                    |                                                 |                                  |
| 2019 | Mind my mind von Floor Adams                                                  |                                                 |                                  |
| 2020 | Uzi (Ties) von Dina Velikovskaya                                              |                                                 |                                  |
| 2021 | Only a Child von Simone Giampaolo, Schweiz                                    |                                                 |                                  |
| 2022 | Bis zum letzten Tropfen / To the last Drop von Simon Schnellmann, Deutschland |                                                 |                                  |
| 2023 | Pasajero / Passenger von Juan Pablo Zaramella, Argentinien                    |                                                 |                                  |
| 2024 | Mee and Burd von Greg Mcleod, Vereinigtes Königreich                          |                                                 |                                  |

### Tricks for Kids
- 1998: L’Enfant au grelot (Charlie’s Christmas) von Jacques-Rémy Girerd, Frankreich
- 2000: Saltkvernen (The Salt Mill) von Pjotr Sapegin, Norwegen
- 2006: Olis Chance von Johannes Weiland und Saschka Unseld, Deutschland
- 2007: Zhiharka von Oleg Uzhinov, Russland
- 2008: The Curse of the Skull Rock von Ben Smith, Vereinigtes Königreich
- 2009: The Happy Duckling von Gili Dolev, Deutschland/Vereinigtes Königreich
- 2010: Der Grüffelo von Jakob Schuh und Max Lang, Vereinigtes Königreich
- 2011: Ente, Tod und Tulpe von Matthias Bruhn, Deutschland
- 2012: Zing von Kyra Buschor und Cynthia Collins, Deutschland
- 2013: Schrecken ohne Ende von Michael Sieber und Max Stöhr, Deutschland
- 2014: L’Automne de Pougne (Poppety in the Fall) von Pierre-Luc Granjon und Antoine Lanciaux, Frankreich
- 2015: Neige (Snow) von Antoine Lanciaux und Sophie Roze, Frankreich
- 2016: Alike von Daniel Martínez Lara, Nicolás Matji
- 2017: Når jeg hører fuglene synge (When I Hear the Birds Sing) von Trine Vallevik Håbjørg, Norwegen
- 2018: Kokosha (Coco’s Day) von Tatiana Moshkova, Russland
- 2019: The Kite (Sarkan) von Martin Smatana, Tschechien/Slowakei
- 2020: La vie de château (My Life in Versailles) von Nathaniel H’limi, Clémence Madeleine-Perdrillat, Frankreich
- 2021: Roberto von Carmen Córdoba González, Spanien
- 2022: The most boring Granny in the whole world von Damaris Zielke, Deutschland
- 2023: Elegy of Elephant von Sergio Lu, China
- 2024:
  - Preis für den besten animierten Kurzfilm für Kinder:  #doudouchallenge von Alexandra Delaunay-Fernandez, Julie Majcher, Marine Benabdallah-Crolais, Noémie Segalowicz, Scott Pardaillhe-Galabrun, Sixtine Emerat, Frankreich
  - Tricks for Kids Publikumspreis:  The Mystery of Missing Socks von Oscar Lehemaa, Estland

### Student Competition
- 2006: Overtime von Oury Atlan, Damien Ferrié und Thibault Berland, Frankreich
- 2007: Beton von Ariel Belinco und Michael Faust, Israel
- 2008: 1977 von Peque Varela, Vereinigtes Königreich
- 2009: O Ponožkách a Láske („About Socks and Love“) von Michaela Čopíková, Slowakei
- 2010: Parade von Pierre-Emmanuel Lyet, Frankreich
- 2011: Bottle von Kirsten Lepore, USA
- 2012: The Making of Longbird von Will Anderson, Vereinigtes Königreich
- 2013: Eine Murul (Breakfast on the Grass) von Erik Alunurm, Mari Pakkas, Mari Liis Rebane, Mihkel Reha, Estland
- 2014: The Shirley Temple von Daniela Sherer, Vereinigtes Königreich
- 2015: Cup no naka no koushi (My Milk Cup Cow) von Yantong Zhu, Japan
- 2016: Pro Mamu von Dina Velikovskaya, Russland
- 2017: Happy End von Jan Saska, Tschechische Republik
- 2018: Sog von Jonatan Schwenk, Deutschland
- 2019: Sounds good von Sander Joon, Estland
- 2020: Dcera (Daughter) von Daria Kashcheeva, Tschechien
- 2021: Have a Nice Dog! von Jalal Maghout, Deutschland, Syrien
- 2022: Underwater Love von Andrea Falzone, Maria Cristina Fiore, Veronica Martiradonna, Italien
- 2023: Ressources Humaines (Human Resources) von Isaac Wenzek, Titouan Tillier, Trinidad Plass, Frankreich
- 2024: It’s just a whole von Bianca Scali, Deutschland

### AniMovie (bester Animations-Langfilm)
- 2006: Kiriku und die wilden Tiere (Kirikou et les bêtes sauvages) von Michel Ocelot und Benedicte Galup, Frankreich
- 2007: Azur und Asmar (Azur et Asmar) von Michel Ocelot, Frankreich
- 2008: Slipp Jimmy fri von Christopher Nielsen, Norwegen/Vereinigtes Königreich
- 2009: Mary & Max – oder: Schrumpfen Schafe, wenn es regnet? (Mary & Max) von Adam Elliot, Australien
- 2010: Ponyo – Das große Abenteuer am Meer (Gake no Ue no Ponyo) von Hayao Miyazaki, Japan
- 2011: Chico & Rita (Chico y Rita) von Fernando Trueba, Javier Mariscal und Tono Errando, Spanien/Vereinigtes Königreich
- 2012: Arrugas (Wrinkles) von Ignacio Ferreras, Spanien
- 2013: Ernest & Célestine (Ernest et Célestine) von Benjamin Renner, Stéphane Aubier, Vincent Patar; Frankreich, Belgien, Luxemburg
- 2014: The Garden of Words (Kotonoha no Niwa) von Makoto Shinkai, Japan
- 2015: Resan till Fjäderkungens Rike (Beyond Beyond) von Esben Toft Jacobsen, Schweden/Dänemark
- 2016: Psiconautas, los niños olvidados (Psychonauts, the forgotten children) von Pedro Rivero, Alberto Vázquez, Spanien
- 2017: Window Horses von Ann Marie Fleming, Kanada
- 2018: Xing Fu Lu Shang (On Happiness Road) von Hsin-Yin Sung, Taiwan
- 2019: Mirai No Mirai (Mirai – Das Mädchen aus der Zukunft) von Mamoru Hosoda, Japan
- 2020: Le voyage du prince (The prince’s voyage) von Jean-François Laguionie, Xavier Picard, Frankreich
- 2021: Wolfwalkers von Tomm Moore, Ross Stewart, Irland, Luxemburg
- 2022: Flugt / Flee von Jonas Poher Rasmussen, Dänemark, Frankreich, Schweden, Norwegen
- 2023: Nayola von José Miguel Ribeiro, Portugal, Belgien, Frankreich, Niederlande
- 2024: Sirocco and the Kingdom of the Winds von Benoît Chieux, Frankreich, Belgien

### Deutscher Animationsdrehbuchpreis
- 2007: Sing, Hase, Sing! von Edward Foster, Heike Sperling (Autorin) und Oliver Huzly (Co-Autor/Produzent), Deutschland
- 2008: Der letzte Neandertaler von John Chambers
- 2009: Konferenz der Tiere von Oliver Huzly und Reinhard Klooss
- 2010: Lars Lemming von Heiko Martens
- 2011: Die letzte Welt von Konradin Kunze
- 2012: Fritzi war dabei von Beate Völcker
- 2013: Molly Monster – Der Kinofilm von John Chambers
- 2014: Latte Igel und der Wasserstein von Andrea Deppert und Martin Behnke
- 2015: Robbi, Tobbi und das Fliewatüüt von Jan Berger
- 2016: Die Olchis – Willkommen in Schmuddelfing von John Chambers
- 2017: Die Reise des Elefanten Soliman (The Journey of the Elephant Soliman) von Juliette Alfonsi, Matthias Drescher
- 2018: Peterchens Mondfahrt von Ali Samadi Ahadi und Arne Nolting
- 2019: Aisha’s Light von Xavier Romero und Llorenç Español
- 2020: Der letzte Sänger der Wale (The Last Whale Singer) von Reza Memari; Stichkopf (Stitch Head) von Steve Hudson
- 2021: Butterfly Tale von Heidi Foss und Lienne Sawatsky
- 2022: Dino Mite / Minus Drei und die verlorene Stadt von Armin Prediger, Andreas Völlinger
- 2023: Clarissa von John Chambers
- 2024:
  - Der Preis für das beste deutsche Drehbuch für einen Animationslangfilm: Das NEINhorn von Marc-Uwe Kling, Marcus Sauermann
  - Der Preis für das deutsche Drehbuch mit dem größten internationalen Marktpotential: Out of Frame von Keiron Self, Giles New

### Animated Games Award Germany
- 2018: The Inner World – Der letzte Windmönch von Tobias Frisch (Headup Games)
- 2019: Trüberbrook von Florian Köhne (btf GmbH)
- 2020: Song of Bloom von Philipp Stollenmayer (kamibox e.K.)
- 2021: Endzone – A World Apart von Gentlymad Studios, CEO/Founder Stephan Wirth; Publisher: Assemble Entertainment, CEO/Founder Stefan Marcinek
- 2022: Minute of Islands von Studio Fizbin, Publisher: Mixtvision Mediengesellschaft
- 2023: Signalis von Barbara Wittmann, rose-engine, Publisher: Humble Games
- 2024: Closer the Distance von Osmotic Studios GmbH, Publisher: Skybound Games

### Trickstar Business Award
- 2018: House of Broken Hearts von Tünde Vollenbroek, Niederlande
- 2019: CoboStories von Copenhagen Bombay
- 2020: Good enough: Burnout Diary von Studio Pupil, Niederlande
- 2020: Business Modell E.D. Films, Kanada
- 2021: Mitmalfilm UG von Geschäftsführer Uli Seis (Produzent, Filmemacher)
- 2022: Business Modell Yullbe GO von Mack NeXT (Rust)
- 2023: PentoPix Inc. von Volha Paulovich, Amid Pate, Vereinigtes Königreich
- 2024: Black Goblin von Ana Betancourt, Vereinigtes Königreich

### Crazy Horse Session – 48h Animation Jam
- 2010: Beetle & Cheval von Peter Smith und Magnus Møller, Dänemark
- 2011: Layered von Dane Winn und Constantinos Mavromic Halis, Vereinigtes Königreich
- 2012: Trixi Goes to the Moving Pictures von Kristen Campbell und Sitji Chou, Kanada
- 2013: Trixi’s Curiosity von Antonio Jesús Busto Algarin und Martin Martínez Garcia, Spanien
- 2014: A Horse Throat von Jenna Marks und David Barlow-Krelina, Kanada
- 2015: PRAFF von Victor Collado und Maria Torregrosa Domenech, Spanien
- 2016: Untitled von Marylin Haddad und Lea Azar, Libanon
- 2017: Trixis new Sofa  von Islam Mazhar und Ahmad Abdelhameed, Ägypten
- 2018: Untitled von Peter Aoun, Radé Zorkot, Libanon
- 2019: Horse von ZiYi Jin, ZiQian Zhao, China
- 2022: Bath von Shantanu Karkare, Siddhi Vartak, Indien
- 2023: What's Next? von Yohann Abdelnour und Nour Haidar, Libanon

### Ehrentrickstars
- 2012: Albrecht Ade
- 2012: Gabriele Röthemeyer
- 2015: Prof. Thomas Haegele
- 2017: Bruno Bozetto
- 2018: Dittmar Lumpp
- 2023: Signe Baumane

### Ehemalige Preise
Deutscher Animationssprecherpreis
- 2009: Benno Fürmann
- 2010: Oliver Kalkofe
- 2011: Christoph Maria Herbst
- 2012: Andrea Sawatzki
- 2013: Rick Kavanian
- 2014: Josefine Preuß
- 2015: Ralf Schmitz
- 2016: Kostja Ullmann
- 2017: Alexandra Maria Lara
- 2018: Axel Prahl
- 2019: Otto Waalkes[3]

Germany’s Next Animation Talent
- 2018: The Snollies von Jens Opatz und Pia Auteried
- 2019: Juli auf dem Zauberberg von Elisabeth Jakobi

Internationaler Förderpreis
- 1998: Un jour von Marie Paccou, Frankreich
- 2000: Die Trösterkrise (Comforter’s Crisis) von Daniel Nocke, Deutschland
- 2002: Hello from Kislovodsk von Dmitri Geller, Russland
- 2004: Treevil von Aiju Salminen, Finnland
- 2006: Overtime von Oury Atlan, Damien Ferrié und Thibault Berland, Frankreich
- 2007: My Date from Hell von Tim Weimann und Tom Bracht, Deutschland
- 2008: Camera Obscura von Matthieu Buchalski, Jean-Michel Drechsler, Thierry Onillon, Frankreich
- 2009: Rabbit Punch von Kristian Andrews, Vereinigtes Königreich

Preis des Landes Baden-Württemberg
- 1998: How Wings Are Attached to the Backs of Angels von Craig Welch, Kanada
- 2000: The Socks of the Big City von Andrej Ushakov, Russland
- 2002: Tuning Instruments von Jerzy Kucia, Polen
- 2004: Flux von Christopher Hinton, Kanada
- 2006: Milch von Igor Kovalyov, USA/Russland

Preis der Stadt Stuttgart
- 1998: Rozovaya Kukla (Pink Doll) von Valentin Olschwang, Russland
- 2000: Neulich 1 von Jochen Kuhn, Deutschland
- 2002: The Invasion von Phil Mulloy, Vereinigtes Königreich
- 2004: Ischow Tramwai No. 9 von Stepan Koval, Ukraine
- 2006: City Paradise von Gaelle Dennis, Vereinigtes Königreich

Music for Animation
- 2008: Hezurbeltzak, una fosa comun von Iziben Onederra, Spanien
- 2009: Der Da Vinci Timecode von Gil Alkabetz, Musik Alexander Zlamal, Deutschland
- 2010: Love & Theft von Andreas Hykade, Musik Heiko Maile, Deutschland
- 2011: The Cow Who Wanted to Be a Hamburger von Bill Plympton, USA

Preis für den innovativsten Film
- 1998: Frühling von Silke Parzich, Deutschland

Preis für den witzigsten Film
- 1998: Sex & Violence von Bill Plympton, USA
- 2000: Na kraju zemli (At the Ends of the Earth) von Konstantin Bronsit, Frankreich
- 2004: Bozhestvo (The God) von Konstantin Bronsit, Russland
- 2006: Who I Am and What I Want von Chris Shepherd und David Shrigley, Vereinigtes Königreich

Lena-Weiss-Animationspreis für Menschlichkeit
- 2011: Der Wechselbalg von Maria Steinmetz, Deutschland
- 2012: Body Memory von Ülo Pikkov, Estland

Tricks for Kids – Animationsserie
- 2012: Mia and Me - Talking to Unicorns von Gerhard Hahn, Deutschland
- 2013: Roy: Foot Fat Fit von Alan Shannon, Irland
- 2014: The Amazing World of Gumball: The Hero von Mic Graves, Vereinigtes Königreich
- 2015: Cleo von Ana Sánchez-Gijón, Spanien
  - Jury 2015: Ron Dyens, Josh Selig, Juan Antonio Vigar
- 2016: National: Petzi: Schildkröteninsel von Michael Bohnenstingl, Paul Cichon, Johannes Weiland, Deutschland
- 2016: International: The Long Long Holiday: The Secret von Paul Leluc, Frankreich
  - Jury 2016: Nick Cross, Raúl García, Eric Shaw
- 2017: National: Trudes Tier – Das Schöne und die Biest von Klaus Morschheuser, Deutschland
- 2017: International: We Bare Bears: Burritovon Daniel Chong, Manny Hernandez, USA
  - Jury 2017: Benjamin Manns, Manuel Schedl, Kerstin Viehbach
- 2018: National: Animanimals – Faultier von Julia Ocker, Deutschland
- 2018: International: Hey Duggee – The Tadpole Badge von Grant Orchard, Großbritannien
  - Jury 2018: Fabian Driehorst, Bill Plympton, Jean Thoren

Cartoons for Teens (beste Animation für Jugendliche)
- 2012: Botanical Nightmare von Thomas Lucas, Vereinigtes Königreich
- 2013: Der Notfall (Déjà-moo) von Stefan Müller, Deutschland
  - Jury 2013: Jannes Hendrikz, David Silverman, Peter Smith
- 2014: Milles-pattes et crapaud (The Centipede and the Toad) von Anna Khmelevskaya, Frankreich
  - Jury 2014: Michelle Kranot, Eric Shaw, Yoshiki Sakurai
- 2015: Programm out of competition

Animated Series
- 2006: Angry Kid: Who Do You Think You Are von Darren Walsh, Vereinigtes Königreich
- 2007: Little Princess: I Want My Snail von Edward Foster, Vereinigtes Königreich
- 2008: Hairy Scary No.33 von Wolf-Rüdiger Bloss, Frankreich/Deutschland
- 2009: Histoires comme ça – L’enfant d’ éléphant von Jean-Jacques Prunes, Frankreich

Under Commission
- 2008: Sony Bravia: Play Doh von Darren Walsh und Frank Budgen, Vereinigtes Königreich
- 2009: Audi Unboxed von Aaron Duffy und Russell Brooke, Vereinigtes Königreich
- 2010: Harmonix ‘The Beatles: Rock Band’ Intro Cinematic von Pete Candeland, Vereinigtes Königreich

Animated Com Award
- 2011 Amnesty International: “Death Penalty” von Warm & Fuzzy, Frankreich
- 2012
  - Hauptpreis: Clover “Way Better” von Shy the Sun/Strange Beast
  - Kategorie Werbung: Clover “Way Better” von Shy the Sun/Strange Beast
  - Kategorie Technologie: Red Bull Music Academy World Tour von Pete Candeland/Passion Pictures
  - Kategorie Kommunikation im Raum: Magic Box - State Grid Pavillion von Uwe R. Brückner/Atelier Brückner
  - Sonderpreis Mercedes-Benz Classic: 60 Jahre Mercedes-Benz SL: Mercedes-SL Black von Owen Trevor/Passion Raw
- 2013
  - Hauptpreis: The Real Bears von Lucas Zanotto
  - Kategorie Werbung: MTV EMA 2012 Opener von Mate Steinforth/VIMN MTV World Design Studios
  - Kategorie Technologie: Mass Effect 3 – Take Earth Back von Istvan Zorkóczy/Electronic Arts/BioWare
  - Kategorie Kommunikation im Raum: Swiss Pavilion Expo Yeousu: The Source – It’s in your Hands von Marc Tamschick
  - Sonderpreis Mercedes-Benz Classic: Silberpfeile A Racers Sketchbook von Falk Schuster
  - Sonderpreis Lapp Connected Award: Fliper (Pinball) von Darko Vidackovic
- 2014
  - Hauptpreis: Add Power von Sebastian Strasser, Deutschland
  - Kategorie Werbung: BBC-Spot zu den Olympischen Winterspielen Nature von Tomek Baginski, Vereinigtes Königreich
  - Kategorie Technologie: Watch Dogs Exposed von Istvan Zorkóczy, Ungarn
  - Kategorie Kommunikation im Raum: Frankfurt Book Fair While you were Sleeping von Mike Mizrahi und Marie Adams, Neuseeland
  - Sonderpreis „Zukunft braucht Herkunft – Individuelle Mobilität“ der Daimler AG: 1900 – 2000 von Caroline Le Duff, Gabrielle Locre, Agathe Pillot, Armelle Renac, Benoît Berthe, Vivien Risser, Frankreich
  - Sonderpreis Lapp Connected Award: Jack von Quentin Haberham, Niederlande
- 2015
  - Hauptpreis: League of Legends: Warriors von Arnaud & Jérôme, Passion Pictures, Frankreich
  - Kategorie Werbung:  Nike Mercurial Superfly IV von ManvsMachine, Großbritannien
  - Kategorie Technologie: Ghost Peloton von Mark Huskisson, NVA, Großbritannien
  - Kategorie Kommunikation im Raum: smart – Ampelmännchen von Mike Marten Persiel, Bigfish Filmproduktionen GmbH, Deutschland
  - Sonderpreis „Zukunft braucht Herkunft – Mobilität in einer digitalen Welt“ der Daimler AG: Driving von Nate Theis, USA
  - Sonderpreis Lapp Connected Award: Pass It On von Teresa Cruz, Portugal
- 2016
  - Hauptpreis: Coca-Cola: Man and Dog, USA
  - Kategorie Werbung: Loteria: Night Shift, Vereinigtes Königreich
  - Kategorie Technologie: Assassin´s Creed: Syndicate, Ungarn
  - Sonderpreis: Zukunft braucht Herkunft - Kommunikation und Vernetzung in einer mobilen Welt" des Mercedes-Benz Museum: Dummy: No Way Out, Südkorea
  - Sonderpreis: Lapp Connected Award: Head On, Israel
- 2017
  - Hauptpreis: Keep Walking von Kristian Andrews, Vereinigtes Königreich
  - Sonderpreis: Lapp Connected Award: Shine von Alexander Dietrich und Johannes Flick, Deutschland

- 2018
  - Migros – Finn von Kyra Buschor, Constantin, Paeplow, Ben Liam Jones, Großbritannien

Animated Fashion Award
- 2012: Reflexion von Planktoon, Yoshi Tamura
- 2013: FREITAG X-MAS MOVIES von Claudia Röthlin und Yves Gutjahr

Online Publikumspreis
- 2010: Ah Pook Is Here von Philip Hunt, Vereinigtes Königreich/Deutschland
- 2011: Muto von Blu, Italien

Amazon Audience Award
- 2016: Chateau De Sable von Coline Moire, Quentin Deleau, Lucie Foncelle, Maxime Goudal, Julien Paris, Sylvain Robert, Frankreich
- 2017: Asteria von Coline Moire, Alexandre Arpentinier, Mathieu Blanchys, Lola Grand, Tristan Lamarca, Thomas Lemaille, Jean-Charles Lusseau, Frankreich
- 2018: Hybrids von Florian Brauch, Matthieu Pujol, Kim Tailhades, Yohan Thireau, Romain Thirion, Frankreich

## Belege
1. ↑  Kulturelle Vielfalt | Film und Medien, auf stuttgart.de, abgerufen am 19. Juli 2023
2. ↑  Internationales Trickfilm Festival Stuttgart (ITFS) (veranstaltet von der Film- und Medienfestival gGmbH), auf kulturmarken.de, abgerufen am 16. Januar 2024
3. ↑  Otto Waalkes gewinnt den Deutschen Animationssprecherpreis 2019, abgerufen am 4. Mai 2019.